# MTV Video Music Awards de 1993
O MTV Video Music Awards de 1993 foi ao ar em 2 de setembro de 1993, premiando os melhores videoclipes lançados entre 16 de junho de 1992 e 15 de junho de 1993. A cerimônia, ocorrida Anfiteatro da Universal, em Los Angeles, nos Estados Unidos, foi apresentada pelo ator estadunidense Christian Slater.
Este ano marcou a introdução de mais uma categoria à premiação, com o acréscimo do prêmio Melhor Vídeo de R&B. No entanto, esta seria a primeira vez que um novo prêmio fora adicionado à categoria de gêneros musicais, algo que foi impulsionado principalmente pelo sucesso e popularidade do programa MTV Jams.
Em termos de indicações, o grupo de R&B En Vogue, e o vídeo da sua canção "Free Your Mind", foram o artista e o vídeo mais indicado (respectivamente), recebendo um total de oito indicações. Logo atrás vieram Peter Gabriel, Aerosmith e R.E.M., que receberam seis indicações cada. Gabriel dividiu suas seis indicações igualmente entre seus vídeos de "Digging in the Dirt" e "Steam". Todas as indicações do R.E.M. foram para o vídeo da canção "Man on the Moon". Por fim, o Aerosmith, vencedor do prêmio Escolha do Público, recebeu seis indicações pelo videoclipe de "Livin' on the Edge".
O grande vencedor da noite foi o Pearl Jam, cujo vídeo para "Jeremy" ganhou quatro prêmios, incluindo Vídeo do Ano. Logo atrás veio o grupo En Vogue, com três prêmios, e Madonna e Peter Gabriel, com dois prêmios cada. Todos os outros vencedores ganharam um prêmio cada.

## Performances
| Artista                                  | Canção                                                         | Apresentado por  |
| ---------------------------------------- | -------------------------------------------------------------- | ---------------- |
| Madonna                                  | "Bye Bye Baby"                                                 | —                |
| Lenny Kravitz John Paul Jones            | "Are You Gonna Go My Way"                                      | Christian Slater |
| Sting                                    | "If I Ever Lose My Faith in You"                               | Christian Slater |
| Soul Asylum Peter Buck Victoria Williams | "Runaway Train"                                                | —                |
| Aerosmith                                | "Livin' on the Edge"                                           | —                |
| Naughty By Nature                        | "Hip Hop Hooray"                                               | —                |
| R.E.M.                                   | "Everybody Hurts" Drive"                                       | —                |
| Spin Doctors                             | "Two Princes"                                                  | —                |
| Pearl Jam                                | "Animal" "Rockin' in the Free World" (com part. de Neil Young) | Christian Slater |
| The Edge                                 | "Numb"                                                         | Whoopi Goldberg  |
| Janet Jackson                            | "That's the Way Love Goes" If"                                 | Christian Slater |

## Vencedores e indicados
| Vídeo do Ano (apresentado por Tony Bennett, Anthony Kiedis e Flea) | Artista Revelação Em Um Vídeo (apresentado por Lyle Lovett e Arrested Development) |
| --- | --- |
| - Pearl Jam – "Jeremy" - Aerosmith – "Livin' on the Edge" - En Vogue – "Free Your Mind" - Peter Gabriel – "Digging in the Dirt" - R.E.M. – "Man on the Moon" | - Stone Temple Pilots – "Plush" - Tasmin Archer – "Sleeping Satellite" - Belly – "Feed the Tree" - Porno for Pyros – "Pets" |
| Melhor Vídeo Masculino (apresentado por Keanu Reeves) | Melhor Vídeo Feminino (apresentado por Keanu Reeves) |
| - Lenny Kravitz – "Are You Gonna Go My Way" - Peter Gabriel – "Steam " - George Michael – "Killer/Papa Was a Rollin' Stone" - Sting – "If I Ever Lose My Faith in You" | - k.d. lang – "Constant Craving" - Neneh Cherry – "Buddy X" - Janet Jackson – "That's the Way Love Goes" - Annie Lennox – "Walking on Broken Glass" |
| Melhor Vídeo de Um Grupo (apresentado por Peter Gabriel e Natalie Merchant) | Melhor Vídeo de Metal/Hard Rock (apresentado por Naomi Campbell e Denis Leary) |
| - Pearl Jam – "Jeremy" - Depeche Mode – "I Feel You" - En Vogue – "Free Your Mind" - R.E.M. – "Man on the Moon" | - Pearl Jam – "Jeremy" - Aerosmith – "Livin' on the Edge" - Helmet – "Unsung" - Nine Inch Nails – "Wish" |
| Melhor Vídeo de R&B (apresentado por Dr. Dre, Snoop Doggy Dogg e George Clinton) | Melhor Vídeo de Rap (apresentado por Martin Lawrence) |
| - En Vogue – "Free Your Mind" - Mary J. Blige – "Real Love" - Boyz II Men – "End of the Road" - Prince e The New Power Generation – "7" | - Arrested Development – "People Everyday" - Digable Planets – "Rebirth of Slick (Cool Like Dat)" - Dr. Dre – "Nuthin' but a 'G' Thang" - Naughty by Nature – "Hip Hop Hooray" |
| Melhor Vídeo de Dance (apresentado por Shaquille O'Neal e Cindy Crawford) | Melhor Vídeo de Música Alternativa (apresentado por Michael Richards) |
| - En Vogue – "Free Your Mind" - Janet Jackson – "That's the Way Love Goes" - RuPaul – "Supermodel" - Stereo MCs – "Connected" | - Nirvana – "In Bloom" - 4 Non Blondes – "What's Up?" - Belly – "Feed the Tree" - Porno for Pyros – "Pets" - Stone Temple Pilots – "Plush"" |
| Melhor Vídeo de Um Filme | Vídeo Inovador |
| - Alice in Chains – "Would?" (de Vida de Solteiro) - Arrested Development – "Revolution" (de Malcolm X) - Boy George – "The Crying Game" (de The Crying Game) - Paul Westerberg – "Dyslexic Heart" (de Vida de Solteiro) | - Los Lobos – "Kiko and the Lavender Moon" - Aerosmith – "Livin' on the Edge" - Terence Trent D'Arby – "She Kissed Me" - Green Jellÿ – "Three Little Pigs" - George Michael – "Killer/Papa Was a Rollin' Stone" - Porno for Pyros – "Pets" |
| Melhor Direção (apresentado por Sharon Stone) | Melhor Coreografia |
| - Pearl Jam – "Jeremy" (Diretor: Mark Pellington) - En Vogue – "Free Your Mind" (Diretor: Mark Romanek) - Los Lobos – "Kiko and the Lavender Moon" (Diretor: Ondrej Rudavsky) - R.E.M. – "Man on the Moon" (Diretor: Peter Care)                                                                                               | - En Vogue – "Free Your Mind" (Coreógrafos: Frank Gatson, LaVelle Smith Jr. e Travis Payne) - Mary J. Blige – "Real Love" (Coreógrafo: Leslie Segar) - Janet Jackson – "That's the Way Love Goes" (Coreógrafo: Tina Landon) - Michael Jackson – "Jam" (Coreógrafo: Barry Lather) |
| Melhor Efeitos Especiais | Melhor Direção de Arte |
| - Peter Gabriel – "Steam" (Efeitos Especiais: Real World Productions e Colossal Pictures) - Aerosmith – "Livin' on the Edge" (Efeitos Especiais: Cream Cheese Productions) - Terence Trent D'Arby – "She Kissed Me" (Efeitos Especiais: Michel Gondry) - Billy Idol – "Shock to the System " (Efeitos Especiais: Stan Winston) | - Madonna – "Rain" (Diretor de Arte: Jan Peter Flack) - Aerosmith – "Livin' on the Edge" (Diretor de Arte: Vance Lorenzini) - Faith No More – "A Small Victory" (Diretor de Arte: Tyler Smith) - Lenny Kravitz – "Are You Gonna Go My Way" (Diretor de Arte: Nigel Phelps) - k.d. lang – "Constant Craving" (Diretor de Arte: Tom Foden) - R.E.M. – "Man on the Moon" (Diretor de Arte: Jan Peter Flack) - Sting – "If I Ever Lose My Faith in You" (Diretor de Arte: Mike Grant)n) |
| Melhor Edição | Melhor Cinematografia |
| - Peter Gabriel – "Steam" (Editor: Douglas Jines) - Tasmin Archer – "Sleeping Satellite" (Editors: Jeff Panzer, Doug Kluthe e Evan Stone) - Billy Idol – "Shock to the System" (Editor: Jim Gable) - R.E.M. – "Man on the Moon" (Editor: Robert Duffy)                                                                         | - Madonna – "Rain" (Diretor de Fotografia: Harris Savides) - Duran Duran – "Ordinary World" (Diretor de Fotografia: Martin Coppen) - En Vogue – "Free Your Mind" (Diretor de Fotografia: Thomas Kloss) - k.d. lang – "Constant Craving" (Diretor de Fotografia: Marc Reshovsky) - Sting – "If I Ever Lose My Faith in You" (Diretor de Fotografia: Ivan Bartos) |
| Escolha do Público (apresentado por Milton Berle e RuPaul) | Escolha do Público International (América Latina) (apresentado por Daisy Fuentes) |
| - Aerosmith – "Livin' on the Edge" - En Vogue – "Free Your Mind" - Peter Gabriel – "Digging in the Dirt" - Pearl Jam – "Jeremy" - R.E.M. – "Man on the Moon" | - Luis Miguel – "América, América" - Café Tacuba – "María" - Juan Luis Guerra y 440 – "El Costo de la Vida" - Mecano – "Una Rosa Es una Rosa" |
| Escolha do Público International (Ásia) (apresentado por Sophiya Haque) | Escolha do Público International (Brasil) (apresentado por Gastão Moreira) |
| - Indus Creed – "Pretty Child" - Beyond – "The Great Wall" - Jerry Huang – "The Love March" - Mai – "Sia-Jai-Dai-Yin-Mai" - Tang Dynasty – "A Dream Return to Tang Dynasty" | - Titãs – "Será Que É Isso o Que Eu Necessito?" - Deborah Blando – "Decadence Avec Elegance" - Capital Inicial – "Kamikase" - Engenheiros do Hawaii – "Parabólica" - Nenhum de Nós – "Jornais" |
| Escolha do Público International (Europa) (apresentado por Simone Angel) | |
| - George Michael – "Killer/Papa Was a Rollin' Stone" - The Beloved – "Sweet Harmony" - Björk – "Human Behaviour" - Peter Gabriel – "Digging in the Dirt" - Shakespears Sister – "Hello" | |